# فراکسفیلد
فراکسفیلد (به انگلیسی: Froxfield) یک روستا و محله مدنی در بریتانیا است که در ویلتشر واقع شده‌است. فراکسفیلد ۳۸۲ نفر جمعیت دارد.